# Rainer Kepplinger
Rainer Kepplinger (ur. 19 sierpnia 1997) – austriacki kolarz szosowy i wioślarz.
Kepplinger początkowo uprawiał wioślarstwo, odnosząc sukcesy w rywalizacji młodzieżowców (do lat 23) – w tej kategorii wiekowej w 2017 zdobył srebrny medal mistrzostw świata w czwórce podwójnej wagi lekkiej, a dwa lata później sięgnął po brąz w jedynce wagi lekkiej. W rywalizacji seniorskiej startował zarówno w mistrzostwach Europy, jak i świata, jednak ani razu nie awansował do finału A którejś z tych imprez, najlepszy wynik notując podczas Mistrzostw Świata w Wioślarstwie 2019, gdzie wygrał finał B w jedynce wagi lekkiej.
W 2020 zwyciężył w mistrzostwach Austrii w e-kolarstwie, jednak po tym sukcesie kontynuował karierę wioślarską. W połowie 2021 zdecydował się zacząć uprawiać profesjonalnie kolarstwo, podpisując pierwszy kontrakt zawodowy w tej dyscyplinie, a w sierpniu 2022 podpisał, obowiązującą od sezonu 2023, umowę z należącą do dywizji UCI WorldTeams grupą Bahrain Victorious.

## Osiągnięcia

### Kolarstwo szosowe
Opracowano na podstawie:
2021
- 3. miejsce w górskich szosowych mistrzostwach Austrii

2022
- 2. miejsce w Małopolskim Wyścigu Górskim
- 1. miejsce w Oberösterreich Rundfahrt
  - 1. miejsce na 3. etapie
- 2. miejsce w mistrzostwach Austrii (jazda indywidualna na czas)

### Wioślarstwo
Opracowano na podstawie:
2017
- 3. miejsce w mistrzostwach świata U23 (czwórka podwójna wagi lekkiej)

2019
- 3. miejsce w mistrzostwach świata U23 (jedynka wagi lekkiej)

## Rankingi

### Kolarstwo szosowe
| Rok             | 2021  | 2022 | 2023 | 2024 |
| --------------- | ----- | ---- | ---- | ---- |
| World Ranking   | 1819. | 407. | 811. | 955. |
| UCI Europe Tour | 1250. | 327. | -    | -    |
|                 |       |      |      |      |
| Źródło: UCI     |       |      |      |      |